# Euphorbia corniculata
Euphorbia corniculata är en törelväxtart som beskrevs av Robert Allen Dyer. Euphorbia corniculata ingår i släktet törlar, och familjen törelväxter. Inga underarter finns listade i Catalogue of Life.

## Bildgalleri

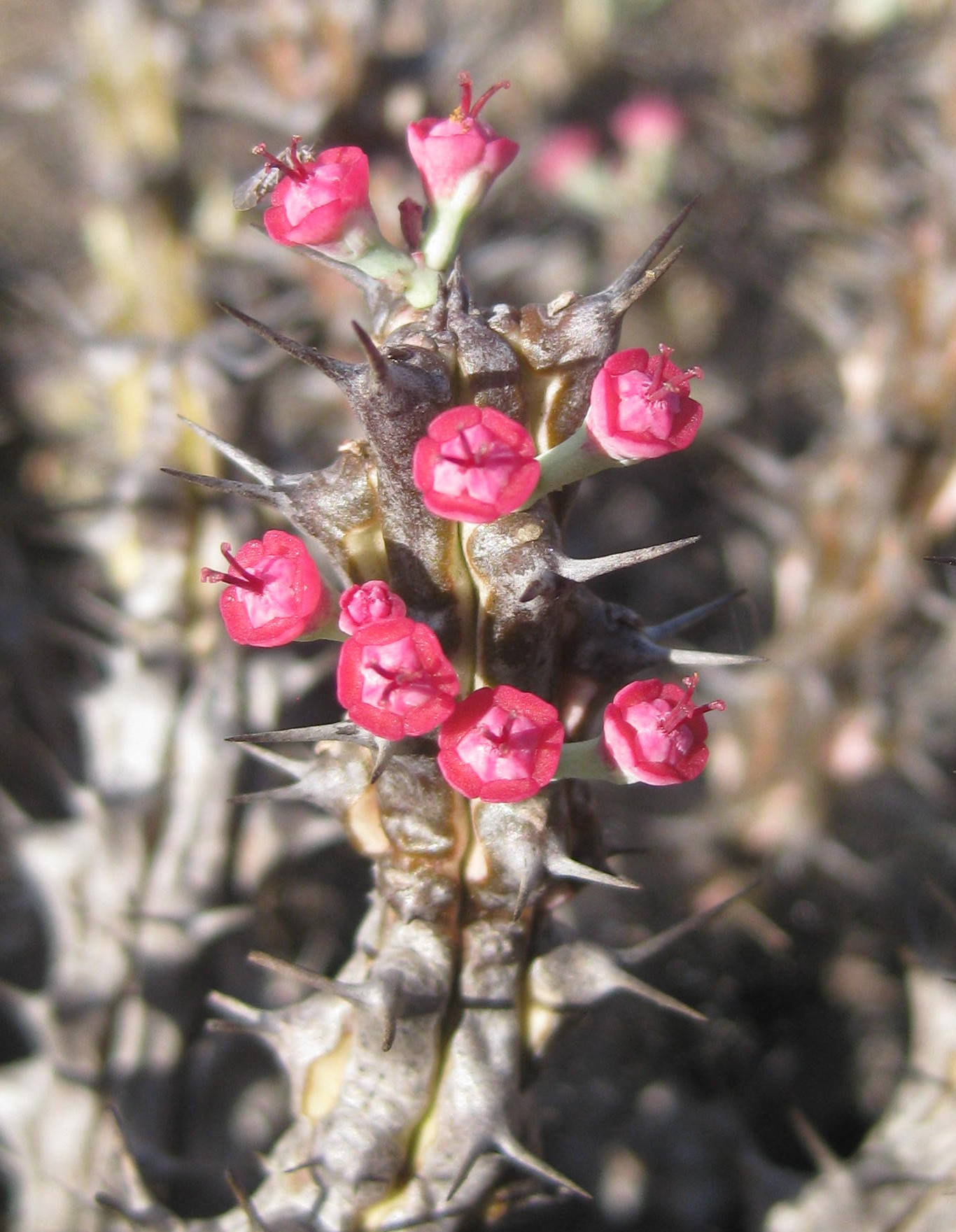
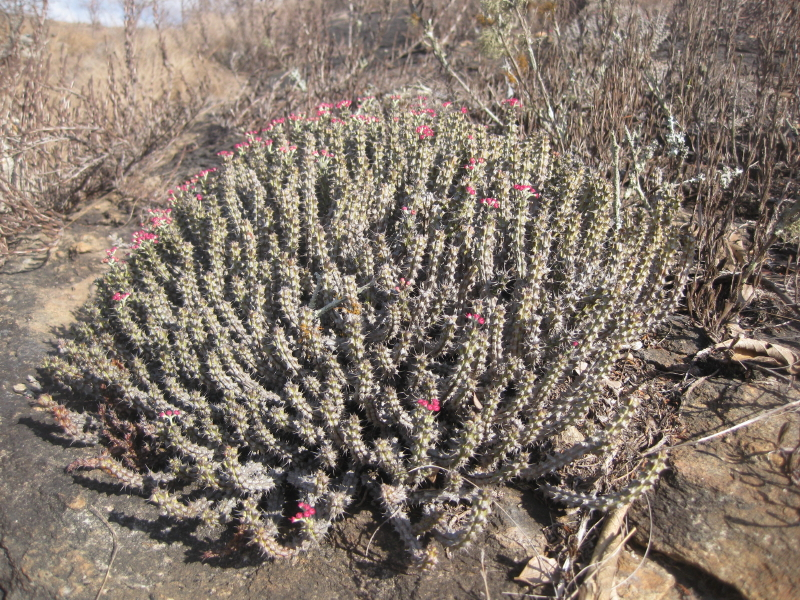